# Stefano Lodovichi
Stefano Lodovichi (Grosseto, 31 agosto 1983) è un regista e sceneggiatore italiano.

## Biografia
Nato a Grosseto nel 1983, si è laureato in critica e metodologie del linguaggio cinematografico all'Università di Siena con il professor Marco Dinoi e ha iniziato a muovere i primi passi nel cinema nella propria città natale collaborando con registi come Carlo Virzì e Francesco Falaschi. Nel 2007 scrive e dirige il suo primo cortometraggio, No End, con il contributo dell'ateneo senese e presentato al Visionaria International Film Festival, mentre due anni dopo realizza il corto Dueditre. Nel 2011 è assistente alla regia di Rolando Colla per il film Giochi d'estate e inoltre dirige il segmento Figli di Dio nel documentario collettivo Il pranzo di Natale, presentato fuori concorso al Festival internazionale del film di Roma. Nel 2012 dirige il film-documentario Pascoli a Barga, con Giuseppe Battiston nel ruolo del poeta. Nel frattempo, Lodovichi realizza vari spot pubblicitari, tra cui quelli per AVIS, Assolombarda e per McDonald's, oltre che videoclip per numerosi artisti, tra i quali si ricordano Mondo Marcio, Beatrice Antolini e i Quartiere Coffee.
Nel 2013 esce il suo primo lungometraggio da regista, Aquadro, scritto con Davide Orsini, prodotto da Mood Film e Rai Cinema. Nel 2015 esce nelle sale il suo secondo film, In fondo al bosco, thriller-noir ambientato in Val di Fassa con protagonisti Filippo Nigro e Camilla Filippi, prodotto da Sky Cinema.
Nel 2017 dirige i primi sei episodi della serie televisiva Il cacciatore, ispirata all'autobiografia Cacciatore di mafiosi del procuratore antimafia Alfonso Sabella; la serie in dodici episodi, interpretata da Francesco Montanari, è trasmessa su Rai 2 dal 14 marzo 2018. L'anno successivo dirige la serie Il processo con Vittoria Puccini, Francesco Scianna e Camilla Filippi, prodotta da Lucky Red per Mediaset e trasmessa su Canale 5 dal 29 novembre 2019.
Nel 2020 ha diretto il film La stanza con Camilla Filippi, Guido Caprino ed Edoardo Pesce, uscito su Prime Video il 4 gennaio 2021. L'anno seguente dirige la serie televisiva di Sky Atlantic Christian, della quale è anche produttore creativo. Nel 2023 esce la seconda stagione di Christian di cui cura ora anche soggetto e sceneggiatura. Nella serie fa anche una comparsa nei panni di un agente immobiliare.

## Vita privata
Il 21 settembre 2019 si è sposato a Labico (Roma) con l'attrice Camilla Filippi.

## Filmografia

### Cinema
- No End – cortometraggio (2007)
- Dueditre – cortometraggio (2009)
- Figli di Dio, episodio del film Il pranzo di Natale (2011)
- Pascoli a Barga – mediometraggio (2012)
- Aquadro (2013)
- In fondo al bosco (2015)
- La stanza (2021)

### Televisione
- Il cacciatore – serie TV, episodi 1-6 (2018)
- Il processo – serie TV, 8 episodi (2019)
- Christian – serie TV, 11 episodi (2022-2023)

### Videoclip
- Dissolto, Loto (2008)
- Libera romantica, Bohemia (2009)
- Sweet Aroma, Quartiere Coffee (2010)
- Uan, Formiche nell'Orto (2010)
- This Is Not a Test, Lapingra (2011)
- Pamphlet, Carlot-ta (2011)
- Caffeine, Quartiere Coffee (2011)
- Solo un disegno circolare, Lapingra (2012)
- Inside I'm Dancing, Wet Floor (2012)
- La paura, Gran Turismo Veloce (2013)
- Vertical Love, Beatrice Antolini (2013)
- A denti stretti, Mondo Marcio (2014)